# فاصولياوية

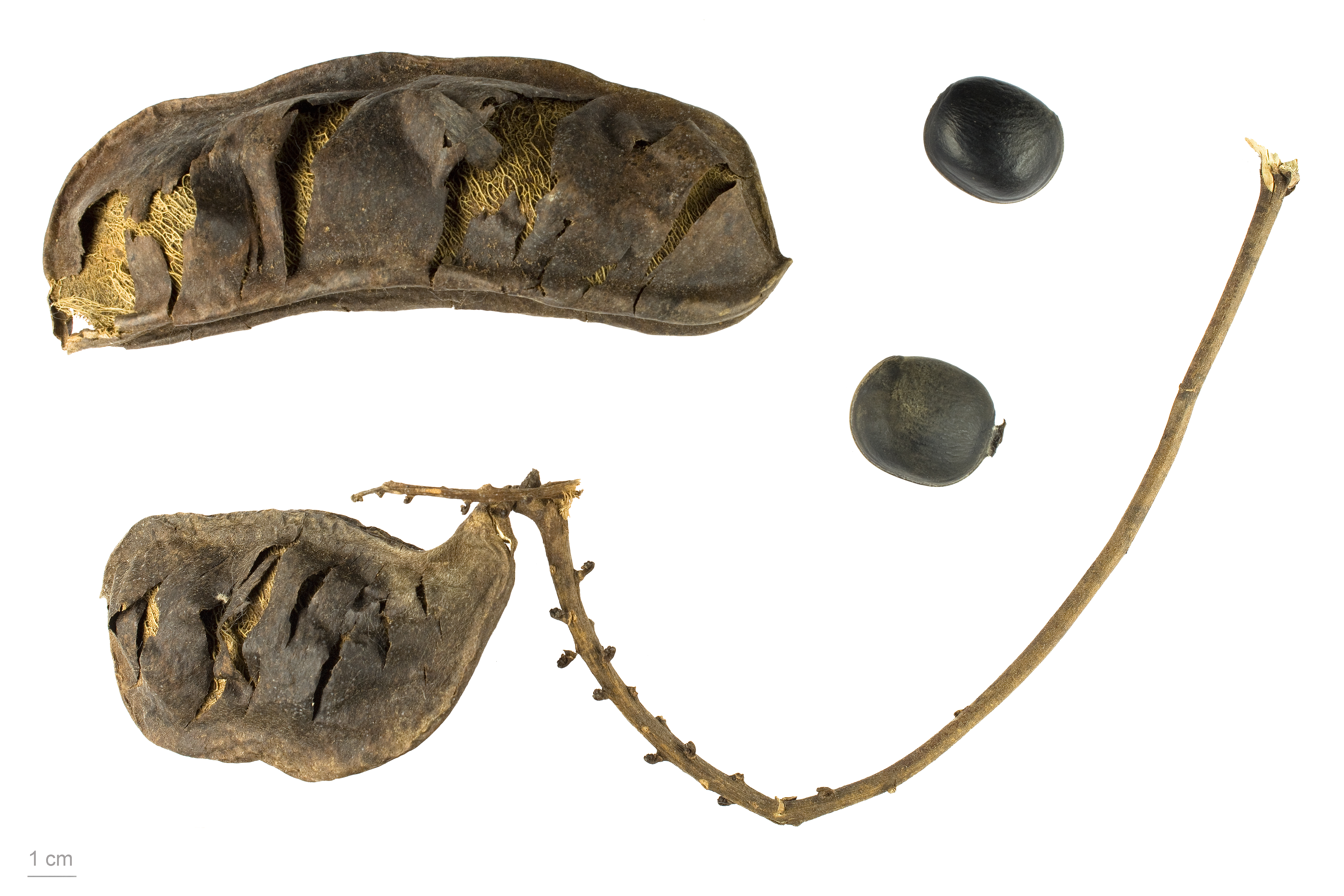
Dioclea macrocarpa

الفاصولياوية (الاسم العلمي: Phaseoleae) هي قبيلة من النباتات تتبع فصيلة البقولية من رتبة الفوليات.

## أجناس
- الفاصوليا
- الميقونة
- اللوبيا البصلية
- الحمرية
- الحلوة